# Николаевка (Покровский район)
Николаевка — деревня в Покровском районе Орловской области России. 
Входит в Журавецкое сельское поселение в рамках организации местного самоуправления и в Журавецкий сельсовет в рамках административно-территориального устройства.

## География
Расположена в 11 км северу от райцентра, посёлка городского типа Покровское, и в 58 км к юго-востоку от центра города Орёл.
Западнее находится административный центр сельского поселения (сельсовета) — село Успенское.

## Население
| 2002 | 2010 |
| ---- | ---- |
| 164  | ↘154 |

Согласно результатам переписи 2002 года, в национальной структуре населения русские составляли 97 % от жителей.